# Yên Hưng, Ý Yên
Yên Hưng là một xã cũ thuộc huyện Ý Yên, tỉnh Nam Định, Việt Nam.
Xã có diện tích 6,91 km², dân số năm 1999 là 4.693 người, mật độ dân số đạt 679 người/km².